# Françoise Le Roux
Pour les articles homonymes, voir Le Roux.
Françoise Le Roux, née le 19 décembre 1927 à Rennes et morte le 23 décembre 2004 dans la même ville, est une historienne française, spécialiste des religions.

## Biographie
Intéressée par la matière de Bretagne et la civilisation celtique, elle poursuit ses études à l'École pratique des hautes études dont elle est diplômée. Elle est l'élève de Georges Dumézil qui a une influence déterminante sur ses travaux. Elle devient une spécialiste de l'histoire des religions indo-européennes.
Elle épouse Christian-Joseph Guyonvarc'h, philologue et linguiste, expert des langues celtiques. Pendant 50 ans, ils réalisent conjointement une œuvre scientifique, qui révolutionne la compréhension du monde celtique. L'idée directrice de leurs travaux est d'appréhender le monde celtique dans le cadre indo-européen et lui appliquer le schéma trifonctionnel, tel qu’élaboré par Dumézil.
Seule, ou avec Guyonvarc'h, elle écrit une vingtaine d'ouvrages et environ 300 articles, édités dans des publications spécialisées. Ils créent la revue Ogam Celticum, basée à Rennes, qui devient une maison d'édition. C’est un formidable outil pour la diffusion des études celtiques.
En 1986, ils publient aux éditions Ouest-France Les druides qui contribue à la diffusion de leurs travaux, et connaît plusieurs rééditions, ainsi que d’autres titres (voir publications).
La rigueur scientifique de ses travaux avec Guyonvarc'h est reconnue au niveau international. Les études celtiques ayant été quelque peu délaissées, cela avait laissé la porte ouverte à des celtomanes fantaisistes dont les publications ont donné lieu à nombre de divagations. L'étude des textes, leur analyse comparative dans le contexte indo-européen et la comparaison avec les travaux d'autres chercheurs ont contribué à enrichir la connaissance de la civilisation celtique et sa compréhension.

## Principales publications
- Les Druides, Presses universitaires de France, Collection Mythes et Religions, 1961 (ASIN B0000DNJ16) (en collaboration avec Christian-Joseph Guyonvarc'h)
- Les Druides, Éditions Ouest-France, coll. « De mémoire d'homme : l'histoire », Rennes, 1986,  (ISBN 2-85882-920-9)
- La Civilisation celtique, Éditions Ouest-France, Rennes, 1990 ; nouv. éd. revue et augmentée, éditions Yoran, Fouesnant, 2015, 2016, 252 p. + XVI p. d'illustrations hors-texte, Index, Cartes, Annexes, Bibliographie  (ISBN 978-2-36747-017-7)
- La Société celtique, Éditions Ouest-France, Rennes, 1991 ; nouv. éd. revue et augmentée, éditions Yoran, Fouesnant, 2016, 237 p., Index, Carte, Bibliographie  (ISBN 978-2-36747-018-4)
- Les Fêtes celtiques, Éditions Ouest-France, Rennes, 1995 ; nouv. éd. revue et augmentée, éditions Yoran, Fouesnant, 2015, 244 p., Index, Annexes, Bibliographie  (ISBN 978-2-36747-016-0)
- La Légende de la ville d'Is, Éditions Ouest-France, Rennes, 2000 ; nouv. éd. revue et augmentée, Yoran Embanner, Fouesnant, 2017,  392 p., Illustrations, Index, Carte, Annexes  (ISBN 978-2-916579-98-6)
- Les Royaumes celtiques, Éditions Armeline, Crozon, 2001,  (ISBN 2-910878-13-9). Chapitre additionnel à l’ouvrage de Myles Dillon et Nora Kershaw Chadwick
- Morrigan, Bodb, Macha. La souveraineté guerrière de l’Irlande, Celticum ; nouv. éd. revue et augmentée, éditions Yoran, Fouesnant, 2016, 296 p. , Index, Annexes, Bibliographie  (ISBN 978-2-36747-019-1)
- Dictionnaire des symboles, direction Jean Chevalier & Alain Gheerbrant Éditions Robert Laffont, coll. « Bouquins », Paris, 1982,  (ISBN 2-221-50319-8). (Rédaction de la partie celtique).

## Prix
- Prix Amic 1980 de l'Académie française[2].